# Essentielles
Albums de Maxime Le Forestier
Petits bonheurs posthumes (12 nouvelles de Brassens)
(1996) Le Cahier récré (17 chansons de Brassens à l'usage des garnements)
(1998)
Essentielles est une compilation de Maxime Le Forestier, sortie en février 1997. Selon InfoDisc, il s'est écoulé à 215 200 exemplaires.

## Listes des titres
Sauf indications contraires, toutes les paroles et les musiques sont signées Maxime Le Forestier.
| 1.    | San Francisco                    |                                             |                                         | 2:45 |
| 2.    | Éducation sentimentale           | Jean-Pierre Kernoa                          |                                         | 2:30 |
| 3.    | Comme un arbre                   | Catherine Le Forestier, Maxime Le Forestier |                                         | 3:09 |
| 4.    | Fontenay-aux-Roses               | Jean-Pierre Kernoa                          |                                         | 1:39 |
| 5.    | Marie, Pierre et Charlemagne     |                                             |                                         | 2:40 |
| 6.    | Parachutiste                     |                                             |                                         | 2:29 |
| 7.    | Dialogue                         |                                             |                                         | 1:40 |
| 8.    | Saltimbanque                     |                                             |                                         | 3:09 |
| 9.    | Je veux quitter ce monde heureux |                                             |                                         | 3:20 |
| 10.   | Approximative                    |                                             |                                         | 3:15 |
| 11.   | La Salle des pas perdus          |                                             |                                         | 5:12 |
| 12.   | Les Jours meilleurs              |                                             | Jean-Pierre Sabard, Maxime Le Forestier | 5:12 |
| 13.   | Né quelque part                  |                                             | Jean-Pierre Sabard, Maxime Le Forestier | 3:55 |
| 14.   | Ambalaba                         | Claudio Veeraragoo                          | Claudio Veeraragoo                      | 3:47 |
| 15.   | Bille de verre                   | Michel Rivard, Maxime Le Forestier          | Michel Rivard, Maxime Le Forestier      | 3:40 |
| 16.   | Passer ma route                  |                                             | Jean-Pierre Sabar                       | 4:53 |
| 17.   | Chienne d'idée                   | Boris Bergman, Maxime Le Forestier          |                                         | 3:49 |
| 18.   | Marin du cap                     |                                             |                                         | 4:40 |
| 19.   | Raymonde                         |                                             |                                         | 4:42 |
| 20.   | Mon frère (version live de 1996) |                                             |                                         | 3:45 |
| 70:11 |                                  |                                             |                                         |      |

## Classements
| Classement (1997)            | Meilleure place |
| ---------------------------- | --------------- |
| France (SNEP)                | 2               |
| Belgique (Wallonie Ultratop) | 17              |

| Classement (2011) | Meilleure place |
| ----------------- | --------------- |
| France (SNEP)     | 147             |